# وگرویل، آلبرتا
وگرویل، آلبرتا (به انگلیسی: Vegreville) یک شهرک در کانادا است که در آلبرتا واقع شده‌است.

## خصوصیات
وگرویل ۱۳٫۹۲ کیلومترمربع مساحت و ۵٬۷۱۷ نفر جمعیت دارد و ۶۳۵ متر بالاتر از سطح دریا واقع شده‌است.